# クレア・ダック
クレア・ダック（英語： Claire Duck、1985年8月29日 - ）は、イギリスの長距離走選手。
2017年、彼女はウガンダのカンパラで開催されたシニア女子レースに出場した。彼女は62位になりました。
脚注
1. ↑  “Claire DUCK | Profile | World Athletics”. worldathletics.org. 2024年5月23日閲覧。